# Ctenochira sculpturata
Ctenochira sculpturata là một loài tò vò trong họ Ichneumonidae.